# Agromyzidae
Gli Agromizidi o mosche minatrici (Agromyzidae Fallén, 1810), sono una famiglia di insetti fitofagi dell'ordine dei Ditteri (Brachycera: Cyclorrhapha: Acalyptratae). Alcune specie di questa famiglia sono considerate di grande importanza economica per gli ingenti danni causati su diverse colture.

## Importanza
Gli Agromizidi sono una delle poche famiglie, nell'ambito dei Ditteri, che comprendono specie esclusivamente adattate alla fitofagia allo stadio larvale. Circa tre quarti degli Agromizidi sono rappresentati da larve fillominatrici, da cui il nome comune di "mosca minatrice" che ricorre anche in molte altre lingue.
La formazione di mine non è una prerogativa esclusiva di questa famiglia, in quanto comportamenti simili ricorrono anche in altri ditteri (es. Chloropidae, Anthomyiidae, Syrphidae, ecc.). D'altra parte, non tutti gli Agromizidi hanno larve fillominatrici, in quanto un quarto della famiglia comprende specie che attaccano altre parti di pianta (semi, radici, steli di piante erbacee e germogli di piante legnose). La maggior parte della famiglia è di limitata importanza economica, ma il comportamento invasivo di alcune specie, associato ad una spiccata polifagia, assegna agli Agromizidi un posto di primo piano fra i ditteri di maggiore importanza agraria a causa dei gravi danni che possono recare in specifici comparti dell'agricoltura.

## Descrizione

### Adulto
Gli adulti sono insetti di piccole o piccolissime dimensioni, con corpo generalmente lungo 2-3 mm ma, nell'ambito della famiglia, variabile da 1 a 6 mm. La livrea è nera, grigia o gialla, spesso con caratteristiche pigmentazioni zonali, a volte con riflessi metallici verdi.
Il capo è dicoptico in entrambi i sessi, con fronte e vertice larghi e inserzioni delle antenne distanziate. La chetotassi è caratterizzata dalla presenza delle vibrisse e di un numero variabile di setole fronto-orbitali. Presenti normalmente le setole verticali e setole postocellari, queste ultime sempre divergenti. Le antenne sono brevi e di tipo aristato, con primo flagellomero generalmente breve, globoso od oblungo.
Il torace è ampio e leggermente allungato ma più stretto del capo, di profilo rettangolare, con calli omerali ben sviluppati. La chetotassi comprende setole acrosticali e dorsocentrali in numero variabile e, per ogni lato, una setola omerale, 1-2 notopleurali, due (raramente una) scutellari. Sopralari, infralari e postalari presenti o assenti secondo il genere. Sulle pleure è presente una setola sul episterno dorsale e una sull'episterno ventrale e, in genere, sul proepisterno. Le zampe sono sottili e relativamente lunghe e presentano setole in numero e posizione variabile sulle tibie anteriori e medie. Le ali sono relativamente ampie, in genere ialine, con lobo anale poco pronunciato e alula piccola ma ben sviluppata.
La nervatura alare è caratterizzata, in generale, dalla posizione basale delle nervature trasversali e dalla netta evidenza delle vene longitudinali. La costa si estende fino alla terminazione di R4+5 o di M1+2 e presenta un'interruzione in corrispondenza della terminazione della subcosta. La conformazione della subcosta è un elemento morfologico fondamentale ai fini sistematici in quanto è determinante per la distinzione fra le due sottofamiglie: 
- negli Agromyzinae è completa, si fonde per un breve tratto subterminale con il ramo anteriore della radio (R1), poi si separa e termina sul margine costale in posizione leggermente basale rispetto a R1;
- nei Phytomyzinae è completamente distinta da R1, ma ridotta ad una semplice piega che può raggiungere o meno il margine costale.

La radio è divisa in tre rami, con R1 breve e ricurva, settore radiale originata all'altezza della vena omerale e rami R2+3 e R4+5 di vario sviluppo, terminanti sul margine costale, molto prima dell'apice, oppure in posizione subapicale. La media è indivisa e posizionata al centro della regione remigante, in genere terminante sul margine posteriore poco dopo l'apice. La cubito è divisa nei due rami anteriori, CuA1 e CuA2, il primo è ben sviluppato e posizionato nella regione remigante posteriore, il secondo è breve e ricurvo e termina sull'anale. Il tratto comune A1+CuA2 è lungo ma incompleto e non raggiunge il margine. Vene trasverse radio-mediale (r-m) e medio-cubitale basale (bm-cu) sempre presenti, medio-cubitale discale (dm-cu) a volte assente; in quest'ultimo caso, la cellula discale è assente. Cellula cup piccola, nettamente più breve della vena A1+CuA2.
L'addome è conico-cilindrico, affusolato nella parte posteriore, composto da sei uriti apparenti. Nelle femmine il tergite e lo sternite del settimo urite sono fusi in modo da formare una guaina sclerificata in cui si ritrae l'ovopositore. Nel maschio, gli sterniti sesto e settimo sono assenti.

### Stadi giovanili
L'uovo è di forma ovale, di colore bianco o giallastro. La larva è apoda, di forma cilindrica e affusolata alle due estremità. La lunghezza della larva matura, di norma, è dell'ordine di 2-3 mm, ma nel genere Phytobia, comprendente forme minatrici della zona cambiale, può raggiungere anche i 2,5 mm. Il sistema tracheale è metapneustico nella prima età e anfipneustico negli stadi successivi e gli stigmi sono portati da brevi processi dorsali disposti in posizione frontale sul primo segmento toracico e caudale sull'ultimo segmento addominale.
Il pupario ha un aspetto variabile, dalla tipica forma a barilotto, ricorrente in molti Ciclorrafi, ad una forma marcatamente allungata. La superficie esterna può mostrare o meno una segmentazione, è liscia o più o meno rugosa. Il colore varia dal nero al bruno al bianco giallastro.

## Biologia

### Ciclo

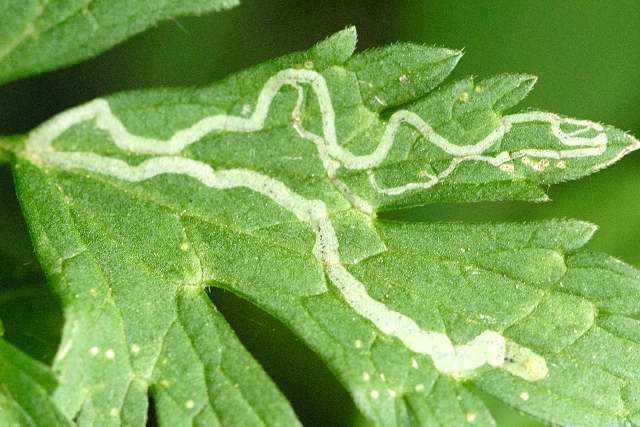
Ofionomio prodotto presumibilmente da una larva di Phytomyza.

Il ciclo biologico può essere, secondo la specie, univoltino o polivoltino. In questo caso, il numero di generazioni che si susseguono nel corso dell'anno dipende dalle condizioni ambientali e aumenta nelle regioni tropicali o subtropicali all'aperto o in quelle temperate in serra. Il fattore ambientale più importante è la temperatura, che influisce sia sulla durata dello stadio larvale sia sulla durata della ninfosi. Lo sviluppo postembrionale si svolge attraverso tre stadi di larva e uno di pupa.
Circa tre quarti delle specie degli Agromizidi hanno forme larvali che si sviluppano come fillominatrici a spese di piante sia erbacee sia arbustive. Il resto della famiglia comprende invece forme che minano steli e germogli, semi, frutti, radici e, in qualche caso, anche forme galligene. La relazione trofica si manifesta in genere con la monofagia o l'oligofagia, mentre meno frequente è la polifagia, al punto da potersi considerare rara nell'ambito della famiglia: Spencer (1973) individuava appena 13 agromizidi polifagi su un totale di 1800 specie conosciute.
Le uova sono infisse, per mezzo di punture praticate con l'ovopositore, appena sotto l'epidermide delle piante ospiti, in corrispondenza degli organi che subiranno l'attacco. L'incubazione si svolge in pochi giorni e la larva neonata si sviluppa nutrendosi a spese dei tessuti interni. La durata dello sviluppo larvale varia in funzione di fattori sia esogeni (ambiente, pianta ospite) sia endogeni (specie). I fattori intrinseci alla specie riguardano essenzialmente il tipo di ciclo:

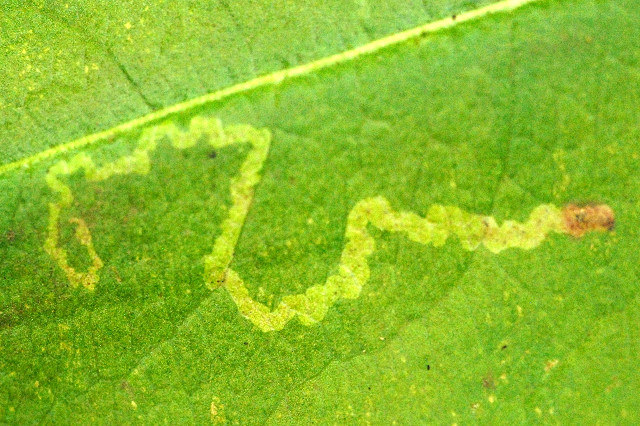
Ofionomio prodotto presumibilmente da una larva di Chromatomyia.

- le specie polivoltine hanno larve voraci che si alimentano e si sviluppano in tempi brevi, in funzione della temperatura e della pianta ospite, dell'ordine di una settimana[3]. La larva di Liriomyza trifolii completa il suo sviluppo in circa 10 giorni a temperature di 15 °C e meno di 5 giorni a temperature di 25 °C, quella di Liriomyza bryoniae rispettivamente in 12 e 5 giorni[4][5];
- le specie univoltine hanno larve che si alimentano lentamente e si sviluppano lentamente in tempi dell'ordine anche di diversi mesi; nell'arco di questo intervallo di tempo possono verificarsi anche lunghi periodi di pausa, in particolare nei mesi invernali[3].

La ninfosi dei fillominatori si svolge in generale nel terreno: al termine dello sviluppo, la larva fuoriesce dall'organo colpito e si lascia cadere a terra, impupandosi, oppure è il pupario che cade, dopo che la larva è fuoriuscita dalla mina e ha subito la muta. Raramente, invece, l'impupamento ha luogo all'interno della foglia, alla fine della mina. Nel caso degli agromizidi che minano i semi o gli steli, la ninfosi si svolge invece all'interno dell'organo colpito, almeno nella maggior parte delle specie. La durata dello stadio di pupa può variare, in funzione della specie, da un minimo di cinque giorni a periodi dell'ordine di 6-10 mesi.

### Aspetto delle mine

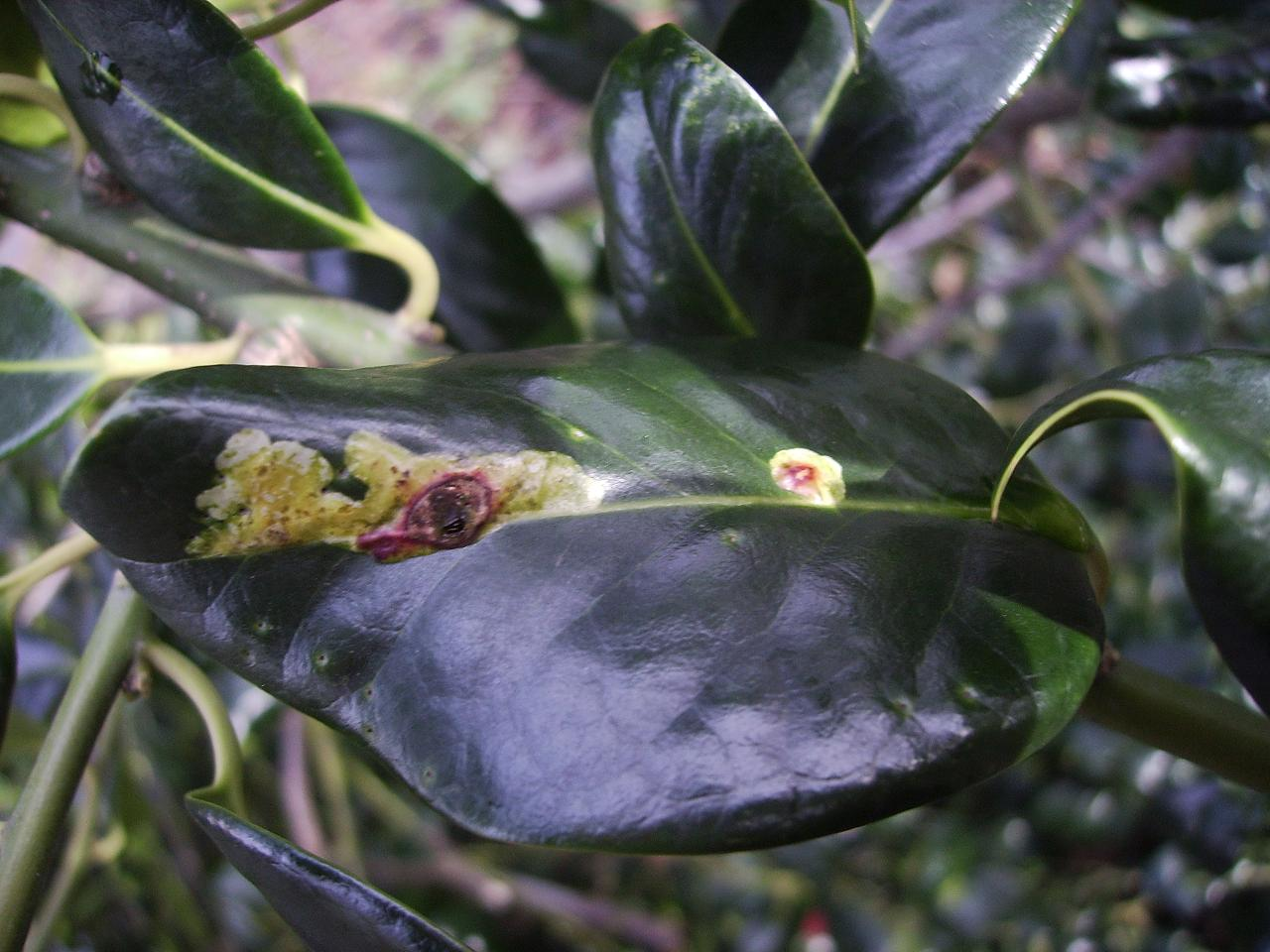
Stigmatonomio prodotto da Phytomyza ilicis su agrifoglio.

La forma delle mine, pur variando nell'aspetto da individuo a individuo, è riconducibile a tipi fondamentali utili ai fini del riconoscimento. Le mine prodotte dagli Agromizidi rientrano nei tipi seguenti:
- ofionomio: è una mina lineare, generalmente serpentiniforme;
- stigmatonomio: è una mina espansa che appare come una chiazza di forma circolare o irregolare;
- asteronomio: è una mina espansa che appare come una chiazza dai contorni frastagliati, con espansioni raggiate;
- ofiostigmatonomio: è una mina formata inizialmente da un ofionomio che confluisce in uno stigmatonomio.

In merito alla posizione, la mina può svilupparsi a ridosso del margine oppure lungo la nervatura principale o una delle principali nervature laterali. Si possono verificare anche comportamenti particolari, riscontrati ad esempio in Liriomyza huidobrensis: le sue larve scavano ofionomi adiacenti alla nervatura principale e possono penetrarvi seguendola fino ad inoltrarsi nel picciolo, oppure possono ripercorrere a ritroso l'ofionomio per iniziare una nuova mina in un altro punto. Anche la posizione dei detriti nella mina può essere un elemento caratterizzante: questi possono essere lasciati in masse isolate disperse lungo la mina, oppure in strisce più o meno continue, oppure in un'unica massa alla fine della mina.
La parte attaccata nella maggior parte dei casi è il tessuto a palizzata, perciò la mina è più evidente sulla pagina superiore della foglia. Meno frequentemente, la mina si sviluppa immediatamente sotto l'epidermide oppure nel tessuto lacunoso.

### Nutrizione degli adulti
Gli adulti si nutrono assumendo sostanze succherine e succhi vegetali di varia natura. Le femmine di varie specie sfruttano per tale scopo l'ovopositore per praticare punture di alimentazione e, in qualche caso, tale attività ricorre in modo così significativo da concorrere alla definizione del danno. Le punture di alimentazione praticate dalle femmine sono sfruttate occasionalmente anche dai maschi.

## Tipologie di danno
I danni causati dagli Agromizidi si configurano in differenti modalità ma quelli più evidenti sono causati dalla formazione delle mine da parte delle larve fillominatrici, ai quali si può aggiungere quelli causati dalle femmine con il loro ovopositore.
Le mine rappresentano un fattore di danno sotto due differenti aspetti: uno di tipo quantitativo, l'altro di tipo qualitativo. Il danno quantitativo consiste nella perdita parziale della capacità di assimilazione dell'apparato fogliare, che si traduce in una riduzione dell'assimilazione netta; questa riduzione, accumulandosi con la sottrazione dei tessuti attaccati, si ripercuote in definitiva in un calo della resa di non facile stima. L'entità di questo danno dipende dall'intensità degli attacchi e da caratteristiche intrinseche delle piante: le parti colpite sono destinate alla necrosi, ma la pianta può reagire anche formando calli cicatriziali che circoscrivono il danno. La capacità di sopravvivenza della singola foglia va messa in relazione al modo in cui si sviluppa la mina e alle caratteristiche anatomiche proprie della specie vegetale, ma un attacco intenso può provocare anche alla filloptosi, ovvero al disseccamento precoce seguito dalla caduta dell'intero organo. Al danno diretto causato dalla larva si aggiunge spesso il danno indiretto dovuto all'insediamento di microrganismi patogeni (funghi e batteri). Il danno qualitativo consiste invece nel deprezzamento o nella perdita di valore commerciale che il prodotto subisce a causa della presenza delle mine. Questo aspetto riguarda in particolare i fiori recisi, le piante ornamentali e gli ortaggi fogliosi.
Il secondo principale fattore di danno è costituito dalle punture praticate dalle femmine, sia per deporre le uova sia per alimentarsi. L'entità del danno e la tipologia sono associate alla frequenza delle punture e al contesto specifico e consistono in deprezzamenti di natura estetica, avvizzimento di piantine in semenzaio, predisposizione all'ingresso dei fitopatogeni e, occasionalmente, trasmissione di virus ad alta infettività, quali i "mosaici".

## Agromizidi dannosi
In passato la famiglia degli Agromizidi non costituiva un problema dal punto di vista economico e questi ditteri erano ritenuti di secondaria importanza e rientravano fra le avversità minori delle coltivazioni. Periodicamente e in contesti locali, specie di agromizidi si sono presentate un problema temporaneo, in genere per non più di due stagioni consecutive, in quanto, per cause naturali, il fitofago si trovava in condizioni ambientali favorevoli alla pullulazione e ad un incremento dell'intensità degli attacchi, con conseguenti danni di una certa rilevanza a determinate colture.
Nel corso della seconda metà del XX secolo si è invece riscontrato un trend crescente dei danni economici causati da alcune specie di agromizidi. I contesti in cui si verificano tali danni fanno ritenere che la causa principale sia da imputarsi all'impatto ambientale dell'uso sistematico, per lunghi periodi, di insetticidi ad ampio spettro d'azione, il cui effetto di lungo periodo si ripercuote principalmente sull'entomofauna utile, mentre alcuni agromizidi hanno anche sviluppato una resistenza genetica ad alcuni principi attivi. In determinati contesti, la riduzione delle popolazioni degli antagonisti naturali favorisce perciò gli agromizidi ad alto potenziale biologico, ma la maggior parte delle specie di questa famiglia, tuttavia, è rappresentata da insetti i cui danni si mantengono entro la soglia di tolleranza.
La limitata dannosità degli agromizidi si deve alla combinazione di una serie di fattori che si identificano, fondamentalmente, nella biologia dell'insetto, nelle relazioni trofiche che regolano la dinamica delle biocenosi e nella tipologia prevalente dell'attacco:
- molti agromizidi hanno ciclo univoltino e sono associati ad una o poche specie vegetali (monofagia o oligofagia); questo comportamento, per quanto non sia biologicamente sfavorevole all'insetto, nel caso degli Agromizidi concorre a contenerne il potenziale biologico;
- ogni specie è associata ad una gamma di antagonisti naturali, alcuni specifici altri polifagi, che nel complesso concorrono a contenere le proliferazioni quando l'attività dell'agromizide si svolge in un agrosistema o in un ecosistema sufficientemente ricco di biodiversità;
- la tipologia prevalente dell'attacco, ovvero la formazione di mine fogliari, non pregiudica necessariamente la funzionalità della pianta e tanto meno la sua vitalità: la perdita parziale o totale di un certo numero di foglie è almeno in parte compensata dal proseguimento della fotosintesi nelle porzioni di foglia o nelle foglie non coinvolte dall'attacco. Si può parlare perciò di grave danno quando l'entità provoca la perdita di funzionalità di un'elevata percentuale della superficie assimilante, tale da pregiudicare la vitalità della pianta o la sua produzione dal punto di vista economico.

L'importanza economica degli Agromizidi riguarda perciò un numero limitato di specie e si riscontra in contesti specifici. In generale si tratta di specie che manifestano una spiccata polifagia associata ad un ciclo polivoltino e che trovano le migliori condizioni di diffusione sulle colture in serra o in agrosistemi degradati. Benuzzi et al. (2000) indicano come più dannose sette specie, tutte polifaghe, di cui cinque appartenenti al genere Liriomyza (L. bryoniae, L. huidobrensis, L. strigata, L. sativae e L. trifolii) e due appartenenti al genere Chromatomyia (C. horticola e C. singenesiae).
Altra peculiarità associata agli agromizidi particolarmente dannosi è la facilità con cui si diffondono dal loro areale d'origine spostandosi su altri continenti, a causa dell'intensità degli scambi commerciali. Dato il potenziale rischio economico associato a questi insetti, alcuni agromizidi sono sotto osservazione da parte degli organismi e delle autorità competenti in materia di profilassi fitosanitaria in ambito nazionale o internazionale. Cinque sono le specie interessate da regolamenti in ambito europeo:
- Amauromyza maculosa (=Nemorimyza (Amauromyza) maculosa), di origine neotropicale, aliena in Nordamerica e nelle Hawaii, assente in Europa. È inserita al n. 152 della lista EPPO A1 delle specie raccomandate dall'European and Mediterranean Plant Protection Organization al fine di sottoporle a regolamentazione come parassiti da quarantena[8][9]. È citata nella sezione I[10] dell'Allegato I Parte A ("Organismi nocivi di cui deve essere vietata l'introduzione o la diffusione in tutti gli stati membri") della Direttiva 2000/29/CE del Consiglio[11].
- Liriomyza bryoniae, di origine mediterranea, si è diffusa nel resto dell'Europa, dell'Africa, in Asia e in Nordamerica. È citata nella sezione II[12] dell'Allegato I Parte A della Direttiva 2000/29/CE del Consiglio[11].
- Liriomyza huidobrensis, di origine neotropicale, si è diffusa in molte regioni tropicali e subtropicali e, limitatamente agli ambienti protetti, nel Nordamerica e in Europa. È inserita al n. 293 della lista EPPO A2[13][14] e nella sezione II[12] della Direttiva 2000/29/CE del Consiglio[11]. È inoltre oggetto di regolamentazione fitosanitaria, negli USA, da parte dell'APHIS (Animal and Plant Health Inspection Service), sezione del Dipartimento dell'Agricoltura degli Stati Uniti[15].
- Liriomyza sativae[16], di origine presumibilmente neotropicale, è diffusa anche in diverse regioni tropicali dell'Oceania, dell'Asia e dell'Africa e, in ambiente protetto, in Nordamerica; è assente in Europa. Nell'ambito dell'area EPPO, è segnalata la presenza in Turchia, Israele, Giordania, Uzbekistan. È inserita al n. 282 della lista EPPO A2[9][13][14] e nella sezione e nella sezione I[10] della Direttiva 2000/29/CE del Consiglio[11].
- Liriomyza trifolii, di origine presumibilmente neotropicale, è pressoché diventata cosmopolita, anche se in Europa è diffusa in ambiente protetto. È inserita al n. 131 della lista EPPO A2[13] e nella sezione II[12] della Direttiva 2000/29/CE del Consiglio[11].

Una lista di agromizidi particolarmente dannosi è riportata nella seguente tabella:
| Specie                   | Piante ospiti                                        | Areale | Dannosità                                                                               | Aree critiche   |
| ------------------------ | ---------------------------------------------------- | --- | --------------------------------------------------------------------------------------- | --------------- |
| Agromyza megalopsis      | orzo, segale                                         | Europa, Medio oriente | Elevata sull'orzo                                                                       |                 |
| Agromyza nigrella        | cereali autunno-vernini e varie graminacee foraggere | Europa | Occasionalmente elevata su cereali e foraggere                                          |                 |
| Amauromyza maculosa      | specie polifaga                                      | America | Elevata su crisantemi e altre ornamentali                                               |                 |
| Chromatomyia horticola   | specie polifaga                                      | specie cosmopolita | Elevata su pisello, girasole, varie piante ornamentali                                  | Europa centrale |
| Chromatomyia fuscula     | cereali autunno-vernini e varie graminacee foraggere | Europa e Groenlandia | Media su orzo e avena                                                                   | Scandinavia     |
| Chromatomyia syngenesiae | specie polifaga                                      | specie cosmopolita | Elevata su crisantemo e lattuga                                                         |                 |
| Liriomyza bryoniae       | specie polifaga                                      | Europa, Asia, Nordafrica, introdotta in USA                                                                              | Elevata su pomodoro in serra                                                            |                 |
| Liriomyza chinensis      | alcune specie di Allium                              | Asia, introdotta in Francia                                                                                              | Possibile dannosità elevata su cipolla                                                  |                 |
| Liriomyza cicerina       | cece, Ononis                                         | Europa, introdotta in Asia e Nordafrica                                                                                  | Elevata su cece                                                                         | Ucraina         |
| Liriomyza huidobrensis   | specie polifaga                                      | America Latina, introdotta in varie regioni tropicali e subtropicali dell'Asia e, solo in serra, in Europa e Nordamerica | Elevata su patata                                                                       | Costa Rica      |
| Liriomyza sativae        | specie polifaga                                      | America, India, Thailandia, Arabia, Africa, Polinesia, Micronesia                                                        | Elevata su patata, pomodoro, zucchino                                                   | USA             |
| Liriomyza strigata       | specie polifaga                                      | Europa | Media su pomodoro in serra tra la fine degli anni ottanta e l'inizio degli anni novanta | Francia         |
| Liriomyza trifolii       | specie polifaga                                      | America, Africa, Oceania, introdotta nell'Asia subtropicale e, in serra, in Europa                                       | Elevata su Gerbera e pomodoro in serra                                                  | Europa          |
| Melanagromyza fabae      | fava                                                 | Inghilterra | Occasionalmente elevata su fava                                                         | Inghilterra     |
| Melanagromyza sojae      | specie polifaga spesso su leguminose                 | Sudafrica, Egitto, Arabia, Giappone, Indonesia, Australia                                                                | Media su soia                                                                           | Giappone, Giava |
| Napomyza carotae         | alcune ombrellifere                                  | Europa | Elevata su carota\|Paesi Bassi e Svizzera                                               |                 |
| Napomyza gymbostoma      | alcune specie di Allium                              | Europa | Occasionalmente elevata su porro                                                        | Europa centrale |
| Ophiomyia phaseoli       | alcune leguminose                                    | Africa, Israele, Estremo oriente, Oceania                                                                                | Elevata su varie specie di fagioli                                                      |                 |
| Ophiomyia pinguis        | radicchi e lattughe                                  | Occasionalmente elevata su radicchio                                                                                     |                                                                                         |                 |
| Phytomyza rufipes        | polifago su varie crucifere                          | Europa e Nordamerica | Occasionalmente elevata su varie crucifere                                              |                 |

In ambito forestale, la dannosità degli Agromizidi resta invece limitata. Le essenze attaccate appartengono a poche famiglie (Salicaceae, Betulaceae, Fagaceae, Ulmaceae e Oleaceae) e l'attività trofica della maggior parte degli agromizidi di interesse forestale si svolge a spese delle foglie, con la formazione di mine che coinvolgono il tessuto a palizzata a palizzata (generi Agromyza, Amauromyza, Aulagromyza, Japanagromyza). La foglia reagisce in genere producendo un tessuto cicatriziale di sostituzione che riempie il lume della mina e che, essendo più ricco di clorofilla, compensa almeno in parte la perdita della superficie assimilante riducendo l'entità del danno. Fra gli altri danni causati da agromizidi si annoverano la produzione di galle sui germogli (genere Hexomyza) e la formazione di mine nel legno di nuova apposizione, in corrispondenza del cambio (genere Phytobia).

## Antagonisti naturali
Gli Agromizidi sono in generale controllati efficacemente da un numero elevato di antagonisti naturali. Per molte specie studiate è stato individuato un antagonista o, più spesso, un complesso di antagonisti, per la maggior parte rappresentato da Imenotteri parassitoidi, tutti attivi contro gli stadi giovanili. I più frequenti sono parassitoidi endofagi della famiglia dei Braconidae e, in misura minore, ectofagi appartenenti alle famiglie degli Pteromalidae e degli Eulophidae. Meno frequenti sono le segnalazioni di altri imenotteri parassitoidi, appartenenti alle famiglie degli Eurytomidae, degli Aphelinidae, degli Aphidiidae e dei Cynipidae.
Questi ausiliari formano in genere una complessa biocenosi antagonista, specifica per ogni agromizide, spesso composta anche da numerose specie, anche se variabile nella composizione secondo la regione. A titolo d'esempio, Darvas et al. (2000) riportano per le tre Liriomyza più dannose in Europa le segnalazioni riassunte nella tabella seguente:
|                 | Braconidae | Eulophidae | Pteromalidae |
| --------------- | ---------- | ---------- | ------------ |
| L. trifolii     | 2 specie   | 18 specie  | 2 specie     |
| L. huidobrensis | 2 specie   | 6 specie   | 1 specie     |
| L. bryoniae     | 7 specie   | 6 specie   | 3 specie     |

Sulle pupe di Liriomyza trifolii è stata accertata anche l'attività di un nematode parassita, Steinernema carpocapsa. Questo nematode, disponibile anche in commercio come bioinsetticida, non trova tuttavia impiego contro gli agromizidi in quanto svolge la sua attività nel terreno e, quindi, adatto per la lotta contro gli insetti terricoli.
I predatori svolgono un ruolo secondario nel controllo naturale degli agromizidi e sono attivi sia contro gli adulti sia contro gli stadi giovanili. Si tratta in tutti i casi di predatori polifagi e non specificamente associati agli Agromizidi. Sugli adulti sono risultati attivi i ditteri Drapetis sp. e Platypalpus (=Tachydromia) annulatus, della famiglia degli Hybotidae, e Coenosia attenuata, della famiglia dei Muscidae. Sulle larve è segnalata invece l'attività del Cyrtopeltis modestus, un miride predatore e secondariamente fitofago, attivo anche sugli aleurodidi.

## Agromizidi utili
Come si è detto nell'introduzione, gli Agromizidi si sono rivelati in qualche caso utili per il controllo biologico delle piante infestanti. In condizioni operative, l'impiego di agromizidi per questo scopo, si è limitato a due soli casi:
- Phytomyza orobanchia. Fitofago associato alle specie del genere Orobanche, è stato sfruttato nella ex Iugoslavia e in Russia per limitare gli attacchi di questa pianta parassita su diverse colture, mostrando nel complesso una sostanziale efficacia[23][24].
- Ophiomyia lantanae. Associato alla lantana (Viburnum lantana), è stato introdotto in varie parti del mondo per contenere l'invadenza di questa specie. A differenza del caso precedente, tuttavia, l'agromizide non si è rivelato particolarmente efficace[23].

Altri casi di impiego degli agromizidi per il controllo biologico delle piante parassite o infestanti sono invece limitati ad ambiti di studio o ad ipotesi di impiego:
- Melanagromyza convolvuli (o in alternativa Melanagromyza albocilia) contro il Convolvulus arvensis;
- Melanagromyza cuscutae  contro le cuscute;
- Ophiomyia strigalis contro le piante del genere Striga;
- Phytomyza syngenesiae contro la Senecio jacobaea, invadente in Nuova Zelanda.

In generale, condizioni che possono favorire l'impiego di agromizidi nella lotta biologica alle infestanti sono la specificità del rapporto trofico e l'introduzione in regioni non comprese nel loro areale originario, in modo da svincolare il fitofago dalla biocenosi naturale antagonista.

## Filogenesi
Gli Autori che si sono occupati di filogenesi degli Acalyptratae negli ultimi decenni concordonano in linea di massima nell'inserimento degli Agromizydae all'interno dell'albero cladistico degli Opomyzoidea, per quanto non siano del tutto accertate e condivise le relazioni filogenetiche nell'ambito di questa superfamiglia. Griffiths (1972) metteva in relazione gli Agromyzidae con la famiglia dei Clusiidae basando la sua analisi sugli organi genitali maschili, mentre Hennig, basandosi sulla chetotassi e altri caratteri morfologici del capo, sulla frattura della costa, sulle spermateche dell'apparato genitale femminile, ribadiva la stretta correlazione fra gli Agromyzidae e gli Odoniidae.
Spencer (1987) considera gli Agromizidi un gruppo monofiletico in base alla chetotassi del capo, alla morfologia della nervatura alare, alla morfo-anatomia degli uriti pregenitali del maschio e del settimo urite della femmina.
McAlpine (1989) descrive l'albero filogenetico degli Opomyzoidea individuando quattro linee che identifica con altrettanti taxa intermedi fra il rango di famiglia e quello di superfamiglia (suprafamily). Nell'ambito del cladogramma mette in relazione gli Agromyzidae con le famiglie dei Fergusoninidae e degli Odiniidae, formando la soprafamiglia degli Agromyzoinea, e colloca questo clade come intermedio fra la linea Clusiidae+Acartophthalmidae (Clusioinea) e il resto degli Opomyzoidea:
|  | Odiniidae                                                      |
|  |                                                                |
|  | \| \| Fergusoninidae \| \| \| \| \| \| Agromyzidae \| \| \| \| |
|  |                                                                |
|  | Fergusoninidae                                                 |
|  |                                                                |
|  | Agromyzidae                                                    |
|  |                                                                |

|  | Fergusoninidae |
|  |                |
|  | Agromyzidae    |
|  |                |

| Opomyzoinea | Opomyzidae+Anthomyzidae   |
|             | Opomyzidae+Anthomyzidae   |
|             | Asteioinea (sei famiglie) |
|             |                           |

|  | Odiniidae                                                      |
|  |                                                                |
|  | \| \| Fergusoninidae \| \| \| \| \| \| Agromyzidae \| \| \| \| |
|  |                                                                |
|  | Fergusoninidae                                                 |
|  |                                                                |
|  | Agromyzidae                                                    |
|  |                                                                |

|  | Fergusoninidae |
|  |                |
|  | Agromyzidae    |
|  |                |

| Opomyzoinea | Opomyzidae+Anthomyzidae   |
|             | Opomyzidae+Anthomyzidae   |
|             | Asteioinea (sei famiglie) |
|             |                           |

|  | Odiniidae                                                      |
|  |                                                                |
|  | \| \| Fergusoninidae \| \| \| \| \| \| Agromyzidae \| \| \| \| |
|  |                                                                |
|  | Fergusoninidae                                                 |
|  |                                                                |
|  | Agromyzidae                                                    |
|  |                                                                |

|  | Fergusoninidae |
|  |                |
|  | Agromyzidae    |
|  |                |

| Opomyzoinea | Opomyzidae+Anthomyzidae   |
|             | Opomyzidae+Anthomyzidae   |
|             | Asteioinea (sei famiglie) |
|             |                           |

|  | Odiniidae                                                      |
|  |                                                                |
|  | \| \| Fergusoninidae \| \| \| \| \| \| Agromyzidae \| \| \| \| |
|  |                                                                |
|  | Fergusoninidae                                                 |
|  |                                                                |
|  | Agromyzidae                                                    |
|  |                                                                |

|  | Fergusoninidae |
|  |                |
|  | Agromyzidae    |
|  |                |

| Opomyzoinea | Opomyzidae+Anthomyzidae   |
|             | Opomyzidae+Anthomyzidae   |
|             | Asteioinea (sei famiglie) |
|             |                           |

Nella sua analisi, McAlpine indica 11 autapomorfie per il clade degli Agromyzoinea e 13 per la famiglia degli Agromyzidae, questi ultimi individuati fondamentalmente come caratteri che differenziano gli Agromizidi dall'altra principale famiglia. Nell'analisi segnala anche alcuni caratteri plesiomorfici che avvicinano gli Agromizidi ai Clusiidae.

## Tassonomia

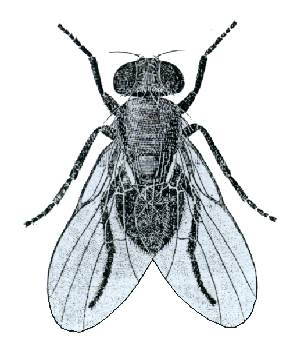
Ophiomya lantanae

Gli Agromizidae sono tradizionalmente classificati nell'ambito della sottosezione degli Acalyptratae. Pur non essendoci pieno consenso sulle relazioni filogenetiche con le altre famiglie, è abbastanza condivisa l'inclusione degli Agromizidi nella superfamiglia degli Opomyzoidea. Di largo consenso è anche la suddivisione classica nelle due sottofamiglie degli Agromyzinae e dei Phytomyzinae, risalente all'inizio degli anni trenta, sulla base della conformazione della subcosta e della struttura anatomica dell'apparato cefalo-faringeo nelle larve. In realtà sussistono delle eccezioni nel genere Phytobia che, per la conformazione della subcosta e dell'apparato cefalo-faringeo, presenta affinità con gli Agromyzinae. Nel complesso, secondo Spencer (1987), la ripartizione in queste due sottofamiglie si può ritenere fondata dal punto di vista filogenetico. Una recente analisi cladistica su base molecolare, condotta da Scheffer et al. (2007), confermerebbe la natura monofiletica delle due sottofamiglie.
Secondo Spencer (1987), la famiglia comprende oltre 2500 specie, con un totale stimato dell'ordine di 3500. Fonti più recenti indicano un numero di specie descritte pari a 2860. La determinazione, generalmente basata sulla dissezione degli organi genitali maschili, è tuttavia complessa in quanto diversi studi hanno riscontrato l'esistenza di molte specie morfologicamente e anatomicamente indistinguibili e identificabili solo su base molecolare. La ripartizione in generi è caratterizzata dall'esistenza di numerose sinonimie, a causa di un'eccessiva caratterizzazione delle mine fogliari occorsa in passato. Negli ultimi decenni, pertanto, molti generi sono stati ridotti a sinonimi minori oppure portati al rango di sottogeneri. La letteratura i cataloghi sono tuttavia eterogenei in merito, in quanto diversi sottogeneri sono spesso trattati al rango di generi. Spencer (1987) segnalava l'esistenza di 27 generi validi. Secondo il BioSystematic Database of World Diptera sono invece 32 i generi validi, mentre Scheffer et al. (2007) segnalano 28 generi validi. Il quadro corretto, sulla base delle osservazioni riportate in nota, comprenderebbe 29 generi validi:
Sottofamiglia Agromyzinae
- Agromyza Fallén, 1810 (=Geratomyza[36], Mesonevra, Stomacrypolus)
- Epidermomyia Ipe & Ipe, 2004[37]
- Hexomyza Enderlein, 1936
- Japanagromyza Sasakawa, 1958
- Kleinschmidtimyia Spencer, 1986
- Melanagromyza Hendel, 1920 (=Limnoagromyza)
- Penetagromyza Spencer, 1959
- Ophiomyia Braschnikow, 1897 (=Aulomyza, Carinagromyza[38], Siphonomyza, Siridomyza, Solenomyza, Stiropomyza, Stirops, Triopisopa[39], Tylomyza)
- Tropicomyia Spencer, 1973

Sottofamiglia Phytomyzinae
- Amauromyza Hendel, 1931 (=Campanulomyza, Irenomyia, Melanophytobia, Trilobomyza). Sottogeneri: A. (Amauromyza), A. (Catalpomyza), A. (Cephalomyza)
- Calycomyza Hendel, 1931
- Cerodontha Rondani, 1861 (=Ceratomyza, Crastemyza, Odontocera). Sottogeneri: C. (Butomomyza), C. (Cerodontha), C. (Dizygomyza), C. (Icteromyza), C. (Phytagromyza), C. (Poemyza), C. (Xenophytomyza)
- Chromatomyia Hardy, 1849
- Galiomyza Spencer, 1981
- Gymnophytomyza Hendel, 1936
- Haplopeodes Steyskal, 1980
- Liriomyza Mik, 1894 (=Agrophila, Antineura, Haplomyza, Praspedomyza, Triticomyza)
- Metopomyza Enderlein, 1936
- Napomyza Westwood, 1840 (=Dineura, Dinevra, Redia)
- Nemorimyza Frey, 1946 (=Annimyzella)
- Paraphytomyza Enderlein, 1936 (=Aulagromyza, Rubiomyza)
- Phytobia Lioy, 1864 (=Dendromyza, Liomycina, Shizukoa)
- Phytoliriomyza Hendel, 1931 (=Lemurimyza, Nesomyza, Pteridomyza, Xyraeomyia)
- Phytomyza Fallén, 1810[40]
- Pseudoliriomyza Spencer, 1966
- Pseudonapomyza Hendel, 1920
- Ptochomyza Hering, 1942
- Selachops Wahlberg, 1844 (=Encoelocera)
- Xeniomyza Meijere, 1934

## Fossili
Diversi sono i fossili attribuiti agli Agromizidi, con classificazioni basate anche su tracce delle mine e i danni prodotti (icnotaxa). La presenza degli Agromyzidae risale al Cenozoico, in epocae mediamente più tardiva rispetto ad altri Ciclorrafi. Infatti, oltre ai reperti risalenti al Paleogene (Eocene-Oligocene), si annoverano anche diversi fossili ritrovati in sedimenti del Miocene e del Pliocene. Diverse classificazioni sono ritenute incerte e provvisorie perché non supportate da sufficienti informazioni. Alcune specie sono attribuite a generi esistenti (Agromyza, Melanagromyza, Phytomyza) altre sono invece incluse nei seguenti generi estinti:
- Eomyza Cockerell, 1924 (Eomyza holoptera Cockerell, 1924, Eocene)
- Cuniculonomus Straus, 1977 (Cuniculonomus carpini Straus, 1977, Pliocene)
- Foliofossor Jarzembowski, 1989 (Foliofossor cranei Jarzembowski, 1989, Paleocene)
- Loconomus Straus, 1977 (Loconomus vitis Straus, 1977, Pliocene)
- Palaeophytobia Suss & Muller-Stoll, 1975 (Palaeophytobia prunorum Suss & Muller-Stoll, 1980, Eocene, Palaeophytobia salicaria Suss, 1981, Pliocene, Palaeophytobia platani Suss & Muller-Stoll, 1975, Miocene)
- Phytomyzites Straus, 1977 (Phytomyzites corni Straus, 1977, Pliocene, Phytomyzites querci Givulescu, 1984, Miocene)
- Protophytobia Suss, 1979 (Protophytobia cupressorum Suss, 1979, Cenozoico, periodo indeterminato).

L'attribuzione agli Agromyzidi degli icnotaxa Cunicolonomus, Foliofossor e Loconomus sono considerate dubbie.

## Evoluzione
La posizione degli Agromizidi nel flusso evolutivo dei Ditteri è associata ad un fondamentale stato di incertezza a causa della complessità della presenza di varie abitudini alimentari nell'ambito dell'intero ordine. La presenza della fitofagia endofitica ricorrente come adattamento specifico si riscontra in vari gruppi fino a interessare circa 30 famiglie, ma i casi più significativi, in termini di estensione all'interno della famiglia, ricorre fra i Cecidomidi e in alcuni gruppi di Ditteri Schizofori, fra cui alcune famiglie di Acalyptratae (ivi compresi gli Agromizidi) e, fra i Calyptratae, la famiglia degli Anthomyiidae. La fitofagia endofitica, riscontrata sia nei Nematocera sia nei Brachycera all'interno di gruppi specifici differenziatisi in epoche cronologicamente distanti, depongono a favore della convergenza evolutiva: facendo riferimento ai fitofagi endofitici più rappresentativi, nella fattispecie i Cecidomidi e gli Agromizidi, i primi fanno parte del flusso evolutivo che ha avuto inizio nel Triassico e si è differenziato nel corso del Giurassico, mentre i secondi fanno parte del flusso che ha avuto inizio nel tardo Cretaceo e si è differenziato nel corso del Paleogene, con uno sfasamento dell'ordine di 150 milioni di anni. D'altra parte, nell'ambito sia dei Cecidomidi sia degli Agromizidi, compaiono differenti comportamenti alimentari: i Cecidomidi, prevalentemente galligeni, comprendono anche forme micetofaghe, entomofaghe o fitofaghe che si nutrono a spese del cambio e degli strati superficiali del legno o a spese dei semi, mentre gli Agromizidi, prevalentemente fillominatori, comprendono anche forme galligene o che si nutrono a spese del cambio o dei semi. Le correlazioni filogenetiche di queste famiglie mostrano differenti regimi trofici nell'ambito degli specifici alberi: i Cecidomidi si collocano in un vasto raggruppamento, quello degli Sciaroidea, che comprende in prevalenza forme micetofaghe o saprofaghe, mentre gli Agromizidi si collocano in un altrettanto vasto raggruppamento, quello degli Acalyptratae, che comprende tutti i possibili regimi dietetici, con ampia ricorrenza della zoofagia e della saprofagia. Infine, va sottolineato che l'evoluzione dei Cecidomyiidae ha avuto inizio prima della comparsa delle Angiosperme, mentre gli Agromizidi si sono differenziati dopo la comparsa di queste piante. Questo aspetto ha riflessi sullo spettro trofico delle due famiglie: i Cecidomidi hanno un ampio spettro che comprende, in modo rappresentativo, anche le Gymnospermae, mentre gli Agromizidi sono fondamentalmente fillominatori di Angiosperme, prevalentemente erbacee. Tutti questi elementi fanno ritenere che, in entrambi i gruppi, la fitofagia endofitica costituirebbe a tutti gli effetti un adattamento evolutivo secondario.
Più incerto è il flusso evolutivo interno alla famiglia. La presenza di Agromizidi associati alle Gimnosperme solo nelle forme xilocambivore del genere Phytobia e l'assenza, invece, nelle forme fillominatrici, deporrebbe a favore del carattere primitivo del genere Phytobia, come ipotizzato da Spencer; d'altra parte, Labandeira ipotizza che la fillofagia endofitica, nell'ambito degli Agromizidi, sia un carattere primitivo che ha avuto inizio nel tardo Cretaceo e che altre abitudini alimentari, quali la predazione dei semi e la cambivoria, siano regimi derivati, originati nel Cenozoico.

## Distribuzione

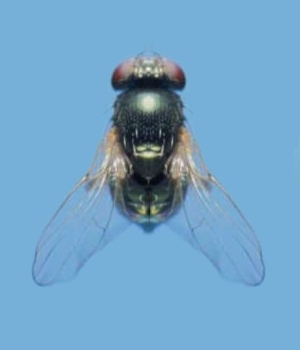
Melanagromyza obtusa

Gli Agromizidi sono una famiglia cosmopolita, con un'ampia distribuzione che si estende dalla tundra artica all'Equatore, ma circa il 70% della famiglia si concentra nelle regioni temperate dell'emisfero boreale e circa il 45% ha una distribuzione oloartica. I generi con la più ampia distribuzione sono Phytomyza, comprendente circa 400 specie prevalentemente neartiche e paleartiche, Liriomyza, comprendente circa 250 specie, è prevalentemente neotropicale ma è largamente rappresentato anche nelle regioni afrotropicale, orientale e australasiana, Melanagromyza, comprendente circa 300 specie, è invece il genere più rappresentativo nei tropici.
Il catalogo Fauna Europaea riporta la presenza, in Europa, di circa 900 specie appartenenti a 23 generi: 
- Sottofamiglia Agromyzidae: Agromyza (82 specie), Ophiomyia (61), Melanagromyza (35), Hexomyza (6), Japanagromyza (1)
- Sottofamiglia Phytomyzinae: Phytomyza (282 specie), Liriomyza (122), Cerodontha (101), Chromatomyia (53), Napomyza (33), Paraphytomyza[46] (32), Amauromyza (21), Pseudonapomyza (19), Phytoliriomyza (18), Metopomyza (13), Phytobia (9),

Calicomyza (5), Galiomyza e Photomyida (4), Gymnophytomyza' (2), Nemorimyza, Selachops e Xeniomyza (1).
In Italia sono segnalate circa 200 specie attribuite a 20 generi:
- Sottofamiglia Agromyzidae: Agromyza (35 specie), Ophiomyia (11), Melanagromyza (8), Hexomyza (5), Japanagromyza (1).
- Sottofamiglia Phytomyzidae: Phytomyza (58 specie), Liriomyza (25), Cerodontha (18), Chromatomyia (16), Amauromyza e Paraphytomyza (entrambe con 5 specie), Napomyza (3), Calycomyza, Metopomyza, Phytoliriomyza, Pseudonapomyza e Ptochomyza (ciascuna con 2 specie), Nemorimyza, Phytobia e Selachops (1).

## Difesa dagli Agromizidi
L'adozione di pratiche di difesa nei confronti degli Agromizidi è giustificata solo in caso di superamento della soglia d'intervento, per i motivi esposti in precedenza: la maggior parte degli agromizidi è infatti poco dannosa o solo occasionalmente dannosa perché efficacemente controllati dai fattori naturali. In Italia, nella maggior parte dei casi, la necessità di un intervento di controllo si verifica con attacchi da parte delle Liriomyza polifaghe, autoctone o aliene: Liriomyza bryoniae, Liriomyza huidobrensis e, soprattutto, Liriomyza trifolii.

### Lotta chimica
La lotta chimica rappresenta il mezzo tradizionalmente e ancora oggi largamente usato e si basa sull'irrorazione di insetticidi endoterapici (sistemici o translaminari), in grado di penetrare nella pianta e raggiungere i tessuti attaccati dalla larva, oppure insetticidi di copertura e ad elevato potere abbattente contro gli adulti, in particolare le femmine nella loro attività di ovideposizione e di alimentazione. Quest'ultima tipologia è tuttavia di limitata efficacia a causa della mobilità dell'adulto e della dispersione nell'ambiente. Ferma restando la valutazione dell'opportunità di un trattamento, questo deve essere eseguito entro tempi ragionevoli, affinché i danni siano circoscritti, perciò si basa su una stima preventiva ma affidabile di un'infestazione grave.
I problemi relativi alla lotta chimica agli agromizidi sono molteplici, ma fondamentalmente sono riconducibili alla biologia del dittero e alla suscettibilità della biocenosi ad esso correlata.
Per l'etologia degli adulti e la dinamica di impupamento, lo stadio più vulnerabile è quello di larva, di per sé già dotata di una protezione rappresentata dall'epidermide fogliare; l'efficacia dei trattamenti è perciò subordinata all'effettiva capacità del principio attivo di raggiungere la larva nel mesofillo fogliare, sia esso sistemico o translaminare. Il ciclo di sviluppo è piuttosto breve e il potenziale riproduttivo elevato, con le conseguenze associate a queste condizioni intrinseche: le infestazioni possono insorgere con relativa rapidità e l'uso non oculato di insetticidi, sia endoterapici sia di copertura, determina facilmente la selezione di popolazioni geneticamente resistenti: indagini condotte negli USA, hanno messo in evidenza che i principi attivi usati contro le Liriomyza, hanno avuto in genere una vita commerciale variabile dai 2 ai 10 anni, con una media di tre anni; oltre questo periodo cessa di essere efficace.
Il secondo ordine di problemi deriva dall'impatto degli insetticidi ad ampio spettro sull'entomofauna utile. Come si è detto in precedenza, in letteratura è ampiamente documentato il ruolo avuto dall'uso discriminato e ripetuto dei clororganici, prima, e dei fosforganici e dei piretroidi in seguito: questi principi attivi, dotati di scarsa selettività, hanno in generale un impatto a medio termine deleterio sulle popolazioni degli entomofagi, dotati in genere di un minore potenziale biologico rispetto ai fitofagi ad alto potenziale riproduttivo. Le Liriomyza ed altri agromizidi polifagi e a ciclo polivoltino restano perciò favoriti, nel tempo, dall'uso discriminato e ripetuto degli insetticidi a causa della scomparsa o della rarefazione degli antagonisti naturali.

### Lotta integrata
Le esperienze acquisite da decenni hanno accertato che il controllo biologico degli agromizidi, per mezzo degli antagonisti naturali, è il metodo di lotta più efficace nel lungo periodo: ogni agromizide autoctono, anche nel caso di specie potenzialmente dannose, è efficacemente controllato da una complessa biocenosi antagonista, composta per lo più da Imenotteri Braconidi e Calcidoidi. Questo aspetto si verifica anche per le Liriomyza aliene, nei loro areali di origine, in agrosistemi non degradati.
Per la maggior parte delle specie, perciò, la linea più efficace è il ricorso alle ordinarie pratiche di lotta integrata o altri metodi a basso impatto, che in generale preservino l'attività degli entomofagi naturali:
- adozione di disciplinari di produzione integrata o lotta integrata specifici per ogni coltura, sia contro gli agromizidi sia contro i principali fitofagi;
- impiego oculato degli insetticidi solo al superamento delle soglie d'intervento e limitatamente a principi attivi ad alta selettività;
- impiego alternato e limitato di ogni principio attivo, nell'arco di un'annata, ad 1-2 interventi al massimo, al fine di prevenire o rallentare l'insorgenza di fenomeni di resistenza;
- tutela della biodiversità, al fine di consentire il completamento dei cicli biologici degli entomofagi indigeni su ospiti di sostituzione e la loro conservazione nell'agrosistema;
- ricorso a metodi di lotta biologica con il lancio di ausiliari.

### Lotta biologica
L'impiego mirato di ausiliari, nella lotta agli agromizidi dannosi, consiste nel lancio inoculativo di un parassitoide prodotti in allevamenti massali. Il più noto e impiegato in varie parti del mondo è il Diglyphus isaea (Hymenoptera: Eulophidae), un parassitoide ectofago di origine paleartica ma diventato cosmopolita. Questo imenottero, pur essendo comune nelle biocenosi indigene, è commercializzato da numerose biofabbriche americane ed europee e trova il suo impiego ideale nelle serre, gli agrosistemi più vulnerabili agli attacchi da Liriomyza. In Italia trova maggiormente impiego nella difesa del pomodoro da mensa, per quanto abbia offerto risultati apprezzabili anche su altre colture.
I formulati commerciali consistono in flaconi contenenti adulti e un substrato nutritivo a base di miele e altre sostanze zuccherine, di facile impiego in quanto è sufficiente lasciare aperto il flacone nel sito dell'intervento. Più difficile è la valutazione del momento d'intervento: il lancio del Diglyphus è efficace se effettuato precocemente, all'inizio delle infestazioni, perciò si deve monitorare la dinamica della popolazione del fitofago con il campionamento delle foglie o il monitoraggio degli adulti con l'impiego di trappole cromotropiche. È questo l'aspetto più delicato in quanto si devono adottare soglie d'intervento studiate specificamente per il contesto ambientale in cui si opera, per la specie coltivata e per il fitofago da combattere. Un altro problema consiste nella difficoltà di identificazione della specie, in quanto gli agromizidi non sono facilmente identificabili, sia dall'esame degli adulti sia dall'esame delle mine. Dal momento che il parassitoide è presente anche in natura e le popolazioni indigene svolgono spesso efficacemente il loro ruolo, è opportuno anche valutare la percentuale di parassitizzazione naturale nelle infestazioni in atto. In definitiva, l'approccio con la difesa biologica dagli agromizidi, pur essendo la via più efficace è anche quella più difficile da adottare in quanto richiede un'adeguata preparazione tecnica dell'agricoltore.
In generale, l'impiego del Diglyphus offre risultati efficaci, se ben condotto, su L. trifolii e su L. bryoniae, mentre su L. huidobrensis offre risultati aleatori a causa di difficoltà intrinseche dovute sia alla biologia dell'agromizide sia alle caratteristiche delle colture generalmente attaccate da questo dittero.
Altri ausiliari impiegati in programmi di lotta biologica contro gli agromizidi, sempre con il metodo inoculativo, sono Diglyphus begini e Dacnusa sibirica. Diglyphus begini, congenere di D. isaea, è impiegato specificamente nel Nordamerica. Come D. isaea è un parassitoide attivo su tutte e tre le Liriomyza citate. Dacnusa sibirica è invece un imenottero braconide, endofago, impiegato soprattutto nel Nord Europa. Al pari dei Diglyphus citati, attacca sia la L. bryonia sia le due Liriomyza aliene.